# Rondeletia erythroneura
Rondeletia erythroneura är en måreväxtart som beskrevs av Gustav Karl Wilhelm Hermann Karsten. Rondeletia erythroneura ingår i släktet Rondeletia och familjen måreväxter. Inga underarter finns listade i Catalogue of Life.